# The Black Saint and the Sinner Lady
The Black Saint and the Sinner Lady ist ein Jazz-Album von Charles Mingus, das am 20. Januar 1963 vom Produzenten Bob Thiele für Impulse! Records aufgenommen, zusammengestellt und veröffentlicht wurde. Die Session fand zeitgleich mit Aufnahmen zum anschließenden Album Mingus Mingus Mingus Mingus Mingus statt. Es gilt als eines der bedeutendsten Werke des Avantgarde-Jazz und hat einen starken Einfluss auf die Entwicklung des Genres gehabt. Mingus drückte mit der Musik emotionale Intensität und eine Vielzahl von Stimmungen und Gefühlen aus. Es gilt als ein kraftvolles Werk, das sowohl technisch anspruchsvoll als auch künstlerisch beeindruckend ist.

## Die Musik
„Black Saint ist Charles Mingus’ Meisterwerk“, schreiben Richard Cook und Brian Morton im Penguin Guide To Jazz und verleihen dem Album die selten vergebene Höchstnote von fünf Sternen: „Wirklich alles hier ist ausgeprägt, die lange Form, der Gebrauch der Überblendungen, die liner notes von Mingus’ Psychiater. Mingus nannte seine Bigband New Folk Band – in der Form zwar von Duke Ellington beeinflusst, hat die Suite eine majestätische, tänzerische Anmutung. Charlie Marianos Soli auf dem Altsaxophon (in den Tracks D, E und F) sind von unerreichter Intensität.“ Die ursprüngliche Absicht von Mingus war es, eine Ballettmusik zu schreiben, wie auch an den Track-Titeln zu erkennen ist.
Black Saint bekam 1964 den Kompositionspreis der Jury der Deutschen Jazz-Föderation, denn die Großartigkeit des Albums liege vor allem in der Komposition, so Mingus’ deutsche Biografen Weber und Filtgen. Joachim Ernst Berendt schrieb über die Platte einen Aufsatz mit dem Titel Charles Mingus und der Schatten Duke Ellingtons. Gleichzeitig wurde der Einfluss Dukes „verarbeitet und auf eine intellektuellere Form gebracht“, so Weber und Filtgen, „so ist dies vom kompositorischen Gehalt her das eindrucksvollste Werk, das Mingus geschrieben und aufgezeichnet hat, kurzum ein Meilenstein des Modernen Jazz.“ Berendt sieht Bezüge zu den großen Ellington-Suiten: „Man wird an Dukes Black, Brown And Beige von 1944 erinnert.“
Obwohl die Realisierung für den Impulse!-Produzenten Bob Thiele eine „Plackerei“ darstellte – die verschiedenen Teilaufnahmen mussten erst zu einer einheitlichen Suite zusammen montiert werden, gleichzeitig sah er sich ständig Beschuldigungen von Mingus ausgesetzt – stehen die Teile im Gleichgewicht miteinander: „Spannung und ziemlich wilde Leidenschaft werden hier herausgestellt, und der geleistete Beitrag von Mingus’ Solisten ist sehr wirkungsvoll.“
Charles Mingus ordnete die Musik als „Ethnic Folk-Dance Music“ ein und erklärte zu Black Saint: „Werft alle meine Platten mit einer Ausnahme weg. Ich beabsichtige alle meine Platten neu für Impulse aufzunehmen. Es ist das erste Mal, dass eine Firma mir half, meinem Publikum ein klares Bild von meinen musikalischen Ideen zu geben und zwar ohne das übliche Studiogehetze.“
In den Liner Notes schreibt Mingus auch, dass die Platte eine Art „Grabrede zu Lebzeiten“ auf ihn selber sei, „von der Zeit meiner Geburt bis zu den Tagen, als ich das erste Mal Bird und Dizzy hörte“, ohne dies näher zu erläutern. Laut den Liner Notes von Edmund Pollock spiegelt der Titel die Zerrissenheit von Mingus selbst wider: Ein Heiliger, der für seine Sünden und die der Menschheit büßt. Andere sehen im Titel eher eine Anspielung auf die Situation in seinem Elternhaus.
Für das Abfassen der übrigen Liner Notes gewann Mingus seinen Psychotherapeuten Edmund Pollock, der für diese „Sondersitzung“ 200 Dollar erhielt.

## Titelliste
Alle Kompositionen stammen von Charles Mingus. Die Arrangements übernahm Bob Hammer.
Seite 1
1. Track A – Solo Dancer  – 6:20
 Stop! Look! And Listen, Sinner Jim Whitney!
2. Track B – Duet Solo Dancers – 6:25
 Heart’s Beat and Shades In Physical Embraces
3. Track C – Group Dancers – 7:00
 (Soul Fusion) Freewoman and Oh, This Freedom’s Slave Cries

Seite 2
1. Mode D – Trio And Group Dancers – 17:52
   Stop! Look! And Sing Songs of Revolutions!
 Mode E – Single Solos And Group Dance
   Saint And Sinner Join Merriment on Battle Front
 Mode F – Groups And Solo Dance 
   Of Love, Pain and Passioned Revolt, then Farewell, My Beloved, ’til It’s Freedom Day

## Zitate
„Mr. Mingus hält dies für seine beste Aufnahme. Sie kann sehr wohl in dem Sinn seine Beste sein, als sie sein gegenwärtiges Entwicklungsstadium besser wiedergibt als vergangene Aufnahmen. Es muss betont werden, dass Mr. Mingus bisher keine vollständige Persönlichkeit ist. Er ist immer noch in einem Prozess der Veränderung und der persönlichen Entwicklung. Es ist zu hoffen, dass seine Integration in die Gesellschaft damit Schritt hält. Man darf weitere Überraschungen von ihm erwarten.“

„The Black Saint ist jedenfalls ein Meisterstück eines genialen Stilsublimators und einer dieser Momente in der Musik, die sich der letztgültigen Deutung zugunsten des individuellen Empfindens des einzelnen Hörers entziehen.“

## Rezeption
Die Musikzeitschrift Jazzwise wählte The Black Saint and the Sinner Lady auf Platz 37 der 100 Jazz Albums That Shook the World. Brian Priestley schrieb:

“Maybe you have to acquire a taste for Mingus before getting to this, but I’ve known people with significant non-Mingus backgrounds fall headlong for it at first hearing. Whether you come from Ellington or from Coltrane or from blues-bands, there’s stuff from this almost continuous suite to captivate you. Even techno fans  – no sampling as such –  will find early creative use of editing, recycling and overdubbing. Even more creative is the work of soloists such as Jackson, Byard and the amazing Mariano […], and the unaccompanied flamenco guitar part apparently written note-for-note by Mingus himself.”

In der Aufstellung der 100 besten Jazz-Alben aller Zeiten der deutschsprachigen Ausgabe des Rolling Stone erreichte das Album Platz 7.
Pitchfork führt The Black Saint and the Sinner Lady auf Platz 17 der 200 besten Alben der 1960er Jahre.
Das Album belegt Platz 186 der 200 besten Alben aller Zeiten der Musikzeitschrift Uncut.
The Black Saint and the Sinner Lady wurde in die 1001 Albums You Must Hear Before You Die aufgenommen.